# Racomitrium curiosissimum
Racomitrium curiosissimum là một loài Rêu trong họ Grimmiaceae. Loài này được Bednarek-Ochyra & Ochyra mô tả khoa học đầu tiên năm 1996.